# Зелинский, Иосиф Григорьевич
Иосиф Григорьевич Зелинский (1927—2005) — советский инженер-строитель и организатор строительства. Заслуженный строитель РСФСР (1970). Почётный гражданин города Петропавловск-Камчатский (1998).

## Биография
Родился 21 декабря 1927 года в селе Погорелом, Улановского района Винницкой области в крестьянской семье.
С 1943 года, в период Великой Отечественной войны, И. Г. Зелинский начал свою трудовую деятельность в должности электрослесаря угольной шахты треста «Советскуголь» Донецкой области. С 1947 по 1950 года проходил обучение в Донецком строительном техникуме.
С 1950 по 1955 годы И. Г. Зелинский обучался в Днепропетровском строительном институте, после окончания которого получил специальность инженера-строителя. С 1955 по 1962 годы И. Г. Зелинский работал в должностях: мастера, прораба, старшего прораба, главного инженера и начальника строительно-монтажных управлений строительного треста «Камчатрыбстрой» в городе Петропавловск-Камчатский Камчатского края.
С 1962 по 1990 годы, в течение двадцати восьми лет, И. Г. Зелинский был руководителем объединения «Главкамчатстрой», Под руководством И. Г. Зелинского, строительными организациями объединения «Главкамчатстрой» были построены практически все современные объекты города Петропавловск-Камчатский и строительная инфраструктура большинства сёл и посёлков Камчатского края.
Указами Президиума Верховного Совета СССР И. Г. Зелинский «за разработку и внедрение зданий и сооружений повышенной сейсмостойкости на Камчатке» был награждён Орденом Ленина, так же «за организацию строительного производства, развитие стройиндустрии и капитального строительства на Камчатке» был награждён: Орденом Трудового Красного Знамени, Орденом Дружбы народов и дважды Орденом Знак Почёта.
В 1970 году Указом Президиума Верховного Совета РСФСР «за достижения в области строительства и архитектуры» И. Г. Зелинскому было присвоено почётное звание — Заслуженный строитель РСФСР.
2 сентября 1998 года «за большие достижения в развитии города Петропавловска-Камчатского» И. Г. Зелинскому было присвоено почётное звание — Почётный гражданин города Петропавловск-Камчатский.
Скончался 15 января 2005 года в городе Петропавловск-Камчатский.

## Награды
Общие сведения:
- Орден Ленина
- Орден Трудового Красного Знамени
- Орден Дружбы народов
- Два Ордена Знак Почёта
- Медаль «За доблестный труд в Великой Отечественной войне 1941—1945 гг.»

## Звания
- Заслуженный строитель РСФСР (1970[4])
- Почётный гражданин города Петропавловск-Камчатский (02.09.1998 № 924[1])

### Премии
- Премия Совета Министров СССР